# جنان العاني
جنان العاني (بالإنجليزية: Jananne Al-Ani)‏ (مواليد:1966) ولدت في كركوك، العراق، حاصلة على ماجستير في الفنون الجميلة من الكلية الملكية للفنون، لندن.

## المهنة
تعيش جنان العاني حالياً في لندن، بريطانيا، وتعمل في التصوير الفوتوغرافي والسينمائي والفيديو، وهي حالياً زميل باحث في جامعة لندن للفنون.
تتمحور أعمالها حول ثقافة وآثار الشرق الأوسط، ولم تخلوا أعمالها من حنين وشوق لبلدها العراق فقد تأثرت تأثراً كبيراً بأحوال البلد، لاسيما حرب الخليج الأولى، حيث طرحت أكثر من عمل في مجال الفيديو حول هذا الحدث.
وكانت تشعر بالحسرة لما حدث لتراث وآثار وطنها الغني من تخريب ودمار على يدي الغرب المستعمر فمزجت حسرتها بأعمالها ونتجت عنه عدة أعمال شاركت في الكثير من المعارض.

## المعارض الفنية

### معارض فردية
- الرجل المحب, متحف الحرب الأمبراطوري، لندن (1999).[8]
- الفن الآن: جنان العاني: الزيارة، متحف تيت, لندن (2005).[9]
- دُرات الفن, مؤسسة خالد شومان، عَمَان، الأردن (2010).
- أماكن الظل, أعمال جنان العاني غي الآونة الأخيرة، معرض فرير للفن ومعرض آرثر ساكلر، العاصمة واشنطن (2012).[10]
- الأساس, مركز بيروت للفن، لبنان (2013).[11]
- الحفريات, معرض هاوارد مشروع الفضاء، لندن (2014).[12]

### معارض جماعية
- بدون حدود: سبعة عشر طريقة للنظر، متحف الفن الحديث, نيويورك (2006).
- عين الشاشة أو الصورة الجديدة: 100 فيديو لأعادة التفكير بالعالم، كازينو لوكسمبورغ (2007).
- أقرب مركز بيروت للفن (2009).
- فنانات الحرب، متحف الحرب الامبراطوري، لندن (2011).
- مستقبل الوعد، ماغازيني ديل سيل، فينيس بينالي الـ45 (2011).
- تضاريس دي لا غور، لو بال، باريس (2011).
- اكسبرس العربي: أحدث فنون العالم العربي، متحف موري للفنون، طوكيو (2012).
- كل علاقاتنا، بينالي سيدني الـ18 (2012).[13]
- قبل الطوفان، منتدى كايسا الثقافي،برشلونة ومدريد (2012-2013).
- إعادة ظهور، نحو رسم الخرائط الثقافية الجديدة، بينالي الشارقة الـ11 (2013).[14]
- أمي، هل أنا بربري؟ بينالي إسطنبول الـ13 (2013).[15]
- انها التي تحكي القصة، متحف الفنون الجميلة, بوسطن (2013).
- التجمع: مسح لأفلام وفيديوهات الفنانين الأخيرة في بريطانيا 2008-2013، متحف تيت، لندن (2014).
- ذاكرة المواد: جنان العاني وستيفاني سعادة، معرض أمستردام (2014).
- ملموس، متحف جامعة موناش للفن، ملبورن (2014).
- أختي التي تسافر، غرفة الفسيفساء، لندن (2014).
- طقوس الإشارات والتحولات (1975 - 1995)، دارة الفنون - مؤسسة خالد شومان، عمان، الأردن (2015-16).

## معارض شاركت في تأسيسها
- اللعب النظيف (بالتنسيق مع فرانسيس كيرني)، معرض دانييل ارنو، نوتنغهام (2001-02).[16]
- الحجاب، معرض سال للفن الحديث، جولة مركز بلوكوت للفنون ومعرض العين المفتوحة في ليفربول، الفن المعاصر أكسفورد وكولتورهوسيت ستوكهولم (2003-04).

## الجوائز
- جائزة جون كوبال للتصوير الفوتغرافي، 1996.[17]
- جائزة الشرق الدولية، 2000.[18]
- جائزة أبراج كابيتال للفنون، 2011.[19]